# Віртуози Львова
Віртуо́зи Льво́ва — академічний камерний оркестр, створений 1994 року у Львові.
За короткий час оркестр став одним з найелітарніших колективів України, що здійснює культурно-просвітницьку місію, ставши «візитною карткою» старовинного Львова, його культурної історії та традицій, репрезентуючи Україну в престижних концертних залах світу.

## Мистецькі проекти
Оркестр став ініціатором низки мистецьких проектів, серед яких: «Таланти ІІІ-го тисячоліття», «Музичні династії України», «Скрипки Гварнері та Страдіварі у Львові», «Нова музика в Україні», «Де живе музика», «Жива музична квадро система» — оригінальна мистецька вистава на площі Ринок у Львові, та ще ряду українсько-польських, -німецьких, -італійських акцій та доброчинних концертів.

## Гастрольна діяльність
За час свого існування оркестр дав понад 1700 концертів[джерело?], виступав з гастролями не лише в Україні, але й в багатьох країнах світу, в тому числі у Польщі, Німеччині, Швейцарії, Словаччині, Бельгії, Ізраїлі, Колумбії, Еквадорі, Гватемалі, Нікарагуа, Гондурасі, Перу, Сальвадорі, Коста-Риці, Голландії, Данії, Ватикані, Італії, Чехії.

## Керівники
Засновником, художнім керівником - диригентом, продюсером оркестру є народний артист України Сергій Бурко.
Концертмейстер та керівник оркестру — заслужений артист України Володимир Дуда.
Музичний консультант оркестру — народний артист України, професор Юрій Луців.

## Дискографія
Оркестр «Віртуози Львова» записав понад 25 компакт-дисків, серед яких:
- «Антологія музики»
- «Скрипаль на даху»
- «Музика для всіх»
- «Музика для всіх ІІ»
- «Музика для всіх ІІІ»
- «Музика Львова» — за участі сучасних музикантів: Ольги Герасименко (бандура, США), Марії Дяченко (скрипка, Італія) та диригента Сергія Дяченка.
- «Антоніо Вівальді. Пори року» — за участі скрипаля Лівіу Прунару (Швейцарія).
- «Чи мене ти пам'ятаєш» — збірка популярних рок-гітів, випускалася в Україні, США та Польщі.

## Співпраця з музикантами
Оркестр часто виступає з солістами (співаками, інструменталістами), з диригентами та композиторами багатьох країн Світу:
- Ольга Олійник(бандура, США)
- Джозеф Пілбері (диригент, Англія)
- Юрій Олійник (композитор, США)
- Сергій Дяченко (диригент, Італія)
- Саулюс Сондецкіс (диригент, Литва)
- Роберт Канетті (диригент, Ізраїль)
- Єжи Максим'юк (диригент, Польща)
- Чеслав Грабовський (диригент, Польща)
- Тереса Жиліз-Гара (сопрано, Монако)
- Вадим Бродський (скрипка, Польща)
- Артур Яронь (фортепіано, Польща)
- Астрід Фреліх (флейта, Австрія)
- Лео Вітошинський (гітара, Австрія)
- Микола Саченко (скрипка, Росія)
- Марія Чайковська (віолончель, Росія)
- Наталя Столярська (скрипка, Польща)
- Лівіу Прунару (скрипка, Швейцарія)
- Ольга Олійник (бандура, США)
- Джозеф Пілбері (диригент, Англія)
- Юрій Олійник (композитор, США)
- Сергій Дяченко (диригент, Італія)
- Мирослав Скорик (Герой України, композитор)
- Денис Северин /віолончель, Швейцарія/,
- Сергій Островський/скрипка, Ізраїль/,
- Маркусь Ельснер /диригент, Німеччина/,
- Георг Кугі /диригент, Австрія/
- Дітер Вагнер /диригент, Німеччина/,
- Альберто Лисий /скрипка, Аргентина/,
- Олег Криса (скрипка, Україна-США)
- Софія Губайдуліна (композитор, Росія)
- Юрій Башмет /альт, Росія/,
- Ксенія Башмет /фортепіано, Росія/
- Олег Касків /скрипка, Україна/,
- Міхай Фаур /контрабас, Румунія/
- Станіслав Галонський/диригент, Польща/,
- Георг Майс /диригент, Німеччина/,
- Соломія Івахів /скрипка, Україна - США /,
- Войцех Чепель  /диригент, Польща/
- Соломія Сорока /скрипка, США/
- Артур Грін /фортепіано,США/
- Етелла Чуприк /фортепіано,Україна/
- Володимир Рунчак /диригент– композитор, Україна/
- Ігор Лещишин /гобой, США/
- Анна Бінневег /диригент, США/
- Олександр Сарацький/фортепіано – композитор , Україна/
- Дмитро Логвін /диригент, Україна/
- Юрій Бонь /фортепіано/
- Софія Соловій /сопрано, Україна - Італія/
- Елія-Андреа Корацца/диригент, Італія/
- Артур Грін /фортепіано, США/
- Олександр Козаренко (композитор, Україна)
- Лідія Шутко /скрипка, Україна/
- Остап Шутко /скрипка, Україна/
- Володимир Астраханцев/скрипка, Швейцарія)
- Лариса Зуєнко /сопрано, Україна/
- Любов Качала  /сопрано, Україна/
- Ігор Пилатюк  /диригент, Україна/
- Назар Пилатюк /скрипка, Україна/
- Маркіян Борис  /скрипка, Україна/
- Маріанна Гумецька (фортепіано, Україна - Канада)

Саулюс Сондецкіс передбачив майбутнє оркестру:
| | З таким оркестром не соромно виступати і в Парижі, і в Лондоні, і в Берліні. Впевнений що всюди він отримає чудові відгуки, розуміння і послужить визнанню високої музичної культури України. А Львів'ян хочу привітати з народженням нового талановитого колективу |
| — диригент Сауліс Сондецкіс про камерний оркестр «Віртуози Львова». , газета "Високий Замок", Львів | |

|                                | Справді, «Віртуози Львова» повністю підтвердили своє ім'я і довели, що їх майстерність, тонкий музичний смак, інтелігентність стоять на найвищому рівні… Хотілося б відзначити цей оркестр, як вельми емоційний, з «фресковим» розмахом виконавської манери і водночас незмінно коректний |
| — «Культура і життя» /Україна/ | |

|                                                                        | Гастролі “Віртуозів Львова” стали важливою культурною акцією з популяризації і пропаганди українського мистецтва в регіоні Південної Америки та ознайомлення громадськості з найкращими культурними надбаннями України. Неможливо переоцінити вагоме значення таких культурних подій для поглиблення відносин нашої держави з країнами Південної Америки та створення її позитивного іміджу на теренах цього світового регіону |
| — з листа Тимчасово повіреного у справах України в Перу пана О.Ляшенка | |